# Serbischer Fußballpokal 2007/08
Der Serbische Fußballpokal 2007/08 (auch Lav Kup Srbije) war die zweite Austragung des serbischen Pokalwettbewerbs. Er wurde vom Serbischen Fußball-Bund (FSS) ausgetragen. Das Finale fand am 7. Mai 2008 im Stadion Partizana von Belgrad statt.
Pokalsieger wurde Partizan Belgrad. Das Team setzte sich im Finale gegen den FK Zemun durch. Da Partizan durch die Meisterschaft bereits für die der Champions League qualifiziert war, der Finalist FK Zemun keine UEFA-Lizenz bekam, erhielt der Viertplatzierte der SuperLiga 2007/08 Borac Čačak den Startplatz für die 1. Qualifikationsrunde im UEFA-Pokal 2008/09.

## Modus
Alle Begegnungen wurden in einem Spiel ausgetragen. Endete ein Spiel nach 90 Minuten unentschieden, kam es direkt zum Elfmeterschießen.

## Teilnehmer
| SuperLiga 2006/07 (12) | Prva Liga (20) | Prva Liga (20) | Regionale Pokalsieger (5)                                                                   |
| --- | --- | --- | ------------------------------------------------------------------------------------------- |
| - FK Banat Zrenjanin - FK Bežanija - FK Borac Čačak - FK Hajduk Kula - FK Mladost Apatin - Partizan Belgrad - Roter Stern Belgrad - FK Smederevo - Vojvodina Novi Sad - FK Voždovac - FK Zemun - OFK Belgrad | - FK BASK - FK BSK Borča - FK ČSK Pivara - FK Čukarički - FK Dinamo Vranje - FK Inđija - FK Javor Ivanjica - FK Mačva Šabac - FK Mladost Lučani - FK Napredak Kruševac | - FK Novi Pazar - FK Obilić - FK Rad Belgrad - FK Radnički Niš - FK Radnički Pirot - FK Sevojno - FK Spartak Subotica - FK Srem - FK Vlasina - OFK Mladenovac | - FK Big Bull Bačinci - FK Mokra Gora - FK Sloga Kraljevo - FK Teleoptik - OFK Sinđelić Niš |

## Vorrunde
|                     | Ergebnis        |                     |
| ------------------- | --------------- | ------------------- |
| 5. September 2007   |                 |                     |
| OFK Sindjelić Niš   | 0:0 (5:3 i. E.) | FK Dinamo Vranje    |
| FK BASK             | 0:0 (3:1 i. E.) | FK Obilić           |
| FK Mokra Gora       | 3:0             | FK Sloga Kraljevo   |
| FK Big Bull Bačinci | 6:3             | FK Spartak Subotica |
| 12. September 2007  |                 |                     |
| Teleoptik Zemun     | 2:0             | Mačva Šabac         |

## 1. Runde
|                      | Ergebnis        |                     |
| -------------------- | --------------- | ------------------- |
| 25. September 2007   |                 |                     |
| OFK Sindjelić Niš    | 1:0             | FK BSK Borča        |
| 26. September 2007   |                 |                     |
| FK Teleoptik         | 1:2             | Roter Stern Belgrad |
| FK Hajduk Kula       | 4:1             | FK Radnički Pirot   |
| FK Javor Ivanjica    | 3:0             | FK Mladost Lučani   |
| OFK Belgrad          | 2:0             | OFK Mladenovac      |
| FK Vlasina           | 2:1             | FK Voždovac         |
| FK Big Bull Bačinci  | 2:4             | FK Čukarički        |
| FK Bežanija          | 3:1             | FK ČSK Pivara       |
| FK Inđija            | 3:2             | Vojvodina Novi Sad  |
| FK Napredak Kruševac | 4:0             | FK BASK             |
| FK Mladost Apatin    | 1:2             | FK Srem             |
| FK Radnički Niš      | 2:0             | FK Borac Čačak      |
| FK Novi Pazar        | 0:3             | FK Smederevo        |
| FK Banat Zrenjanin   | 2:2 (7:6 i. E.) | FK Sevojno          |
| FK Mokra Gora        | 1:1 (3:5 i. E.) | FK Zemun            |
| Partizan Belgrad     | 4:1             | FK Rad Belgrad      |

## Achtelfinale
|                     | Ergebnis |                      |
| ------------------- | -------- | -------------------- |
| 23. Oktober 2007    |          |                      |
| FK Radnički Niš     | 0:1      | FK Banat Zrenjanin   |
| 24. Oktober 2007    |          |                      |
| FK Srem             | 0:3      | Partizan Belgrad     |
| FK Inđija           | 0:2      | OFK Belgrad          |
| OFK Sindjelić Niš   | 2:0      | FK Bežanija          |
| FK Hajduk Kula      | 0:1      | FK Javor Ivanjica    |
| FK Zemun            | 6:5      | FK Vlasina           |
| FK Smederevo        | 3:5      | FK Čukarički         |
| 23. Februar 2008    |          |                      |
| Roter Stern Belgrad | 3:1      | FK Napredak Kruševac |

## Viertelfinale
|                  | Ergebnis |                     |
| ---------------- | -------- | ------------------- |
| 19. März 2008    |          |                     |
| OFK Belgrad      | 4:3      | FK Javor Ivanjica   |
| Partizan Belgrad | 5:1      | OFK Sindjelić Niš   |
| FK Čukarički     | 0:3      | Roter Stern Belgrad |
| FK Zemun         | 1:0      | FK Banat Zrenjanin  |

## Halbfinale
|                     | Ergebnis |                  |
| ------------------- | -------- | ---------------- |
| 16. April 2008      |          |                  |
| Roter Stern Belgrad | 2:3      | Partizan Belgrad |
| FK Zemun            | 4:3      | OFK Belgrad      |

## Finale
| Paarung          | FK Zemun – Partizan Belgrad |
| Ergebnis         | 0:3 (0:2) |
| Datum            | 7. Mai 2008 |
| Stadion          | Stadion Partizana, Belgrad |
| Zuschauer        | 13.950 |
| Schiedsrichter   | Dragan Krstić |
| Tore             | 0:1 Lamine Diarra (12.) 0:2 Lamina Diarra (41.) 0:3 Lamina Diarra (90.+2') |
| FK Zemun         | Nemanja Jovšić – Bogoljub Cvejić (74. Ivan Milčić), Ivan Ivanović (57. Marko Vranić), Vladimir Jovanović, Nemanja Zlatković – Milan Mitrović, Đuro Jandrić, Nikola Mijailović (57. Dejan Lekić), Zoran Todorov – Milan Srećo, Boris Živanović. Cheftrainer: Slobodan Kustudić |
| Partizan Belgrad | Mladen Božović – Nemanja Rnić, Nenad Đorđević, Ivan Obradović, Darko Maletić – Juca (58. Nikola Mitrović), Almami Moreira (74. Slaven Stjepanović), Đorđe Lazić, Zoran Tošić – Lamine Diarra, Stevan Jovetić (88. Dragan Čadikovski). Cheftrainer: Slaviša Jokanović          |